# Великолепный Гоша
«Великолепный Гоша» — советский десятисерийный мультсериал (мультфильм для взрослых), проекта Александра Курляндского. Выпущен творческим объединением «Экран».
В мультсериале не произносится ни одного слова.

## Сюжет
Гоша — простой человек, постоянно попадающий в разнообразные комичные, невероятные, а порой и откровенно жуткие истории и ситуации.

## Эпизоды
История первая
3 минуты и 18 секунд

Гоша разглядывает фото в журнале: герои, чемпионы, передовики производства… Он тоже хочет такую фотографию. Гоша достаёт старинный фотоаппарат и пытается сфотографироваться на фоне идущей за окном стройки, однако фотоаппарат взрывается, начинается пожар. Мечта Гоши осуществилась: в журнале появилось его фото, на котором его на руках выносит пожарный.
История вторая
4 минуты и 40 секунд

Гоша прогуливается по парку. Он хочет поиграть в «развлекательные автоматы», но там закрыто на обед. Гоша присаживается подождать на лавочку и начинает дремать. Ему снится, что он тайком пробрался в закрытое помещение с автоматами и начал играть в «Морской бой». Игра не клеится, а выпущенные Гошей торпеды оказываются реальными, в парке начинается переполох, сам корабль начинает стрелять по игроку. Гоша в ужасе просыпается и идёт прочь, не замечая, что лавочка была только что покрашена.
История третья
4 минуты и 14 секунд

Утро Гоши. Он начинает чистить зубы, но когда открывает кран набрать воды, чтобы прополоскать рот, обнаруживает, что её отключили. Гоша ставит горячий чайник в холодильник, чтобы остудить себе воды, но в итоге размораживается холодильник, и из лежащего там яйца вылупляется агрессивный цыплёнок. Отведав «Геркулеса», он вырастает до внушительных размеров, и Гоше приходится от него спасаться, забаррикадировавшись в комнате. Тем временем дают воду, которая быстро затопляет квартиру Гоши. Гоша избавляется от воды, но не от цыплёнка: тот преследует его на улице, гонится за Гошей по крышам домов.
История четвёртая
4 минуты и 39 секунд

Гоша выигрывает в лотерею автомобиль. Он разувается и заходит в машину босиком. Соседский хулиган затыкает выхлопную трубу новенькой машины его ботинками, и из-за этого она начинает на ходу вести себя непредсказуемо: Гоша совершает несколько ДТП, а после вообще взлетает. Гоша жмёт босыми ногами на педали, тогда машина взрывается, её остатки падают точно на весы в пункте приёма металлолома. Всё оценивается в 30 копеек, но Гоша вместо денег берёт ещё один лотерейный билет и уходит.
История пятая
3 минуты и 2 секунды

Гоша приезжает отдохнуть на море. На пляже не протолкнуться, он еле находит себе место рядом с полностью татуированным мужчиной. Гоша наблюдает, как эти татуировки живут собственной жизнью.
История шестая
4 минуты и 34 секунды

Гоша в составе группы приезжает на экскурсию в за́мок-музей. Из-за своей невнимательности он попадает в служебные помещения, где происходят его встречи с привидением, палачом, огнедышащим драконом и, наконец, с прекрасной принцессой.
История седьмая
5 минут и 5 секунд

У Гоши разболелся зуб. К стоматологу идти он испугался, визит к Бабе-Яге обернулся для него выросшими на голове мухоморами, экстрасенс также ничем ему помочь не смог. Тогда Гоша вызывает «Скорую помощь», привязывает свой больной зуб к ручке двери, и вошедший врач вырывает Гошину проблему.
История восьмая
7 минут и 37 секунд

Гоша — дружинник. В речке тонет собака, и Гоша самоотверженно бросается её спасать. Их обоих уносят волны, течение, сбрасывает водопадом. Гоша с собакой оказываются на тропическом острове. Там двое папуасов собираются казнить своего соплеменника. Гоша хватает несчастного вместе со столбом и пускается наутёк. Оказывается, шли съёмки фильма, режиссёр в ярости, на площадке начинается кавардак, вся съёмочная группа пускается за Гошей, собакой и похищенным актёром. Погоня благополучно оканчивается в городе, в районе, откуда Гоша и начал своё патрулирование. Вечером он сдаёт свою нарукавную повязку. Выясняется, что собака, которую он спас, уже находится в розыске, радостный хозяин благодарит Гошу.
История девятая
4 минуты и 56 секунд

Предновогодняя суета, а Гоша совершенно один. Он вешает объявление «Всех, кто встречает Новый год один, приглашаю к себе». Надо подготовиться к приёму гостей, но Гоше не удаётся купить ни ёлку, ни цветы, да и торт он до дома не донёс. К счастью, всё необходимое приносят с собой гости — четыре дамы разного возраста, а Гоша выступает в роли официанта, их обслуживающего.
История десятая
8 минут и 9 секунд

Гоша отправляется на «дачу» — голый земельный участок в садоводческом товариществе. Там он быстро ставит себе крохотный домик, сажает яблоню, цветы. Однако появляются соседи: шумная многодетная семья и богатые интеллигенты, теперь Гоша со всех сторон окружён высокими заборами, его яблоки поели червяки, а дом сломала свинья. Через некоторое время на рынке все продают плоды своих усилий: овощи, фрукты, цветы, а Гоша — целиком свой развалившийся дом с землёй и яблоней «отдаёт даром».

## Создатели
- Авторы сценария: Александр Курляндский (1-5), Игорь Фарбаржевич (в титрах указан, как И. Давыдов) (6), Е. Прилук (6), Андрей Меньшиков (7, 10), Владимир Альбинин (8, 9), Виктор Коклюшкин (8, 9)
- Режиссёр: Анатолий Солин
- Художник-постановщик: Инна Пшеничная
- Композиторы: Шандор Каллош (1-5), Илья Катаев (6-8)
- Операторы: Владимир Милованов (1-7), Игорь Шкамарда (8), Эрнст Гаман (9, 10)
- Звукооператоры: Виталий Азаровский (1-3), Нелли Кудрина (4-10)
- Художники-мультипликаторы: Светлана Сичкарь (1-8, 10), Александр Левчик (1-8), Константин Романенко (1-5), Семён Петецкий (1-5), Юрий Белов (1-3), Андрей Колков (1-7, 10), Александр Сичкарь (1-3), Игорь Самохин[a] (4-7), Вадим Меджибовский (6-8), Наталья Базельцева (6-8), Владимир Спорыхин (8), Борис Тузанович (10), Владлен Барбэ (10), Александр Федулов (10)

## Награды
- 1985 — Кинофестиваль в Ужгороде — приз за лучший комедийный фильм[3].

## Факты
- Из-за напряжённого рабочего режима Александр Курляндский успел написать сценарий только к пяти первым фильмам: сценарии к оставшимся пяти были написаны привлечёнными со стороны писателями.
- Мультсериал, возможно, был вдохновлён венгерским мультсериалом «Густав»[4].

### Комментарии
1. ↑  Имя и отчество уточнены по статье Георгия Бородина и некрологу на сайте Охотники.ру[1][2].